# 나카노 요시히로
나카노 요시히로(일본어: 中野 嘉大, 1993년 2월 24일 ~ )는 일본의 축구 선수이다.

## 구단 경력
그는 2015년부터 J리그의 가와사키 프론탈레, 베갈타 센다이, 홋카이도 콘사돌레 삿포로, 사간 도스, 쇼난 벨마레에서 뛰었다.